# Clément Braz Afonso
Clément Braz Afonso, né le 8 novembre 1999, à Brive-la-Gaillarde (Corrèze) est un coureur cycliste français, membre de l'équipe Groupama-FDJ. 

## Biographie

### Débuts cyclistes et carrière chez les amateurs
Clément Braz Afonso commence le cyclisme à l'EV Bretenoux-Biars. Il combine sa carrière sportive avec des études d'ingénieur à l'université de technologie de Belfort-Montbéliard,.
En 2018, il rejoint l'UV Aube-Club Champagne Charlott' pour ses débuts espoirs (moins de 23 ans). Il signe ensuite au Team Macadam's Comboys en 2019, où il se révèle en terminant deuxième du Tour du Périgord (Coupe de France DN3) et neuvième du Tour de la Mirabelle (UCI 2.2), face à plusieurs coureurs professionnels,.
En 2020, il est recruté par le CC Étupes, en division nationale 1. L'année suivante, il se distingue en terminant troisième et meilleur jeune du Tour de la Guadeloupe, ou encore septième du Tour Alsace et de la Ronde de l'Isard.

### Carrière professionnelle
Grâce à ses bons résultats chez les amateurs, il intègre le monde professionnel en 2024 en rejoignant CIC-U Nantes Atlantique. Il parvient à rapidement trouver sa place au sein du peloton en terminant dans le top 25 de l'Étoile de Bessèges. Il décroche plusieurs tops 10 sur l'UCI Europe Tour et après seulement une saison, il obtient un contrat avec l'équipe World Tour Groupama-FDJ à partir de 2025. En avril 2025, il prend la quatrième place du Tour du Doubs.

## Palmarès
- 2019
  - 2e du Tour du Périgord
- 2021
  - 8e étape du Tour cycliste international de la Guadeloupe (contre-la-montre)
  - 3e du Tour cycliste international de la Guadeloupe
- 2022
  - 1re étape du Tour de Saône-et-Loire (contre-la-montre)
  - 2e épreuve du Tour de l'Ardèche méridionale
  - 2e de Annemasse-Bellegarde et retour
- 2023
  - 1re étape du Tour de la Manche
  - 2e du Grand Prix L'Échappée
  - 2e du Tour de la Mirabelle
  - 2e de Paris-Troyes
  - 2e du Tour du Beaujolais
  - 2e du Tour de Moselle
  - 3e du Tour de la Manche
- 2024
  - 2e du Grand Prix de Plouay

## Classements mondiaux
| Année                                 | 2019  | 2020 | 2021  | 2022 | 2023 | 2024 |
| ------------------------------------- | ----- | ---- | ----- | ---- | ---- | ---- |
| Classement mondial                    | 2842e | nc   | 1042e | nc   | 978e | 503e |
| UCI Europe Tour                       | 1761e | nc   | 774e  | nc   | nc   | nc   |
|                                       |       |      |       |      |      |      |
| Légende : nc = non classéSource : UCI |       |      |       |      |      |      |